# Otto Reche
Otto Reche (Kłodzko, 24 maggio 1879 – Großhansdorf, 23 marzo 1966) è stato un antropologo, docente e scrittore tedesco.
Aderì al partito nazionalsocialista e fu un esponente del razzismo scientifico.

## Biografia
Studiò presso le Università di Breslavia, di Jena e di Berlino. 
Insegnò antropologia all'Università di Vienna, all'Università di Lipsia e all'Università di Amburgo.
Con Paul Steffan fondò la Società tedesca per la ricerca sui gruppi sanguigni e anche una rivista sul tema, la Zeitschrift für Rassenphysiologie. Sostenne il genocidio dell'etnia polacca e anche dopo la caduta della Germania nazista rimase un punto di riferimento per quel settore specifico dell'eugenetica.
Nel 1945 fu arrestato dalle forze americane perché aderente al partito nazista e detenuto per circa 16 mesi.

## Opere
- In Memoriam Karl Weule: Beiträge zur Völkerkunde und Vorgeschichte, Leipzig, R. Voigtländer, 1929, OCLC 23461784.
- Verbreitung der Menschenrassen: Kleine Rassenkunde Gleichzeitig Textheft zur Wandkarte, Leipzig, List & Bressendorf, 1938, OCLC 315553587.
- Kaiser Karls Gesetz zur politischen und religiösen Unterwerfung der Sachsen, Leipzig, Klein, 1935-1992, OCLC 75700224.